# Большая Людвиновка (Светлогорский район)
Большая Людвиновка (бел. Вялікая Людзвінаўка) — деревня в Давыдовском сельсовете Светлогорского района Гомельской области Республики Беларусь.

## География

### Расположение
В 22 км на юго-запад от Светлогорска, 7 км от железнодорожной платформы Узнаж (на линии Жлобин — Калинковичи), 121 км от Гомеля.

### Гидрография
На западе мелиоративные каналы, соединённые с рекой Ипа (приток реки Тремля).

## Транспортная сеть
Автодорога связывает деревню со Светлогорском. Планировка состоит из прямолинейной улицы, ориентированной с юго-запада на северо-восток, застройка двусторонняя, деревянная, усадебного типа.

## История
Согласно письменным источникам известна с XVIII века как селение в Мозырском повете Минского воеводства Великого княжества Литовского. В 1737 году в составе поместья Липов, во владении Горватов.
После 2-го раздела Речи Посполитой с 1793 года в составе Российской империи. В 1879 году обозначена в числе селений Евтушковичского церковного прихода. Согласно переписи 1897 года действовал хлебозапасный магазин. В 1908 году в Карповичской волости Речицкого уезда Минской губернии.
В 1929 году организован колхоз.

## Население

### Численность
- 2004 год — 70 хозяйств, 280 жителей

### Динамика
- 1897 год — 16 дворов, 127 жителей (согласно переписи)
- 1908 год — 78 дворов 408 жителей
- 1925 год — 122 двора
- 1959 год — 205 жителей (согласно переписи)
- 2004 год — 70 хозяйств, 280 жителей